# Chetoptilia metallica
Chetoptilia metallica är en tvåvingeart som beskrevs av Louis-Paul Mesnil 1968. Chetoptilia metallica ingår i släktet Chetoptilia och familjen parasitflugor.
Artens utbredningsområde är Madagaskar. Inga underarter finns listade i Catalogue of Life.